# Lee Young-sun
Lee Young-sun, kor. 이영선 (ur. 21 lutego 1974) – południowokoreańska lekkoatletka specjalizująca się w rzucie oszczepem, trzykrotna uczestniczka letnich igrzysk olimpijskich (Barcelona 1992, Atlanta 1996, Sydney 2000), złota medalistka letniej uniwersjady (Buffalo 1993), mistrzyni Azji (Dżakarta 2000).

## Sukcesy sportowe
- wielokrotna mistrzyni Korei Południowej – 1996, 1997, 1998, 1999, 2000, 2002, 2005[1] oraz złota medalistka igrzysk koreańskich – 1999, 2000, 2002, 2003, 2005
- była rekordzistka kraju[2]
- 1991 – Kuala Lumpur, mistrzostwa Azji – srebrny medal
- 1992 – Nowe Delhi, mistrzostwa Azji juniorów – złoty medal[3][4]
- 1993 – Buffalo, letnia uniwersjada – złoty medal
- 1993 – Szanghaj, igrzyska Azji Wschodniej – srebrny medal
- 1994 – Hiroszima, igrzyska azjatyckie – srebrny medal
- 1995 – Dżakarta, mistrzostwa Azji – srebrny medal
- 1995 – Fukuoka, letnia uniwersjada – brązowy medal
- 1997 – Pusan, igrzyska Azji Wschodniej – srebrny medal
- 1998 – Bangkok, igrzyska azjatyckie – złoty medal
- 2000 – Dżakarta, mistrzostwa Azji – złoty medal
- 2002 – Pusan, igrzyska azjatyckie – złoty medal
- 2002 – Kolombo, mistrzostwa Azji – brązowy medal
- 2005 – Inczon, mistrzostwa Azji – srebrny medal

## Rekordy życiowe
- rzut oszczepem – 58,87 – Pusan 07/10/2002
- rzut oszczepem (stary model) – 63,32 – Seul 17/04/1992